# Cuevas de Ayllón
Cuevas de Ayllón es una localidad española del municipio de Montejo de Tiermes, perteneciente a la provincia de Soria, en la comunidad autónoma de Castilla y León.

## Geografía

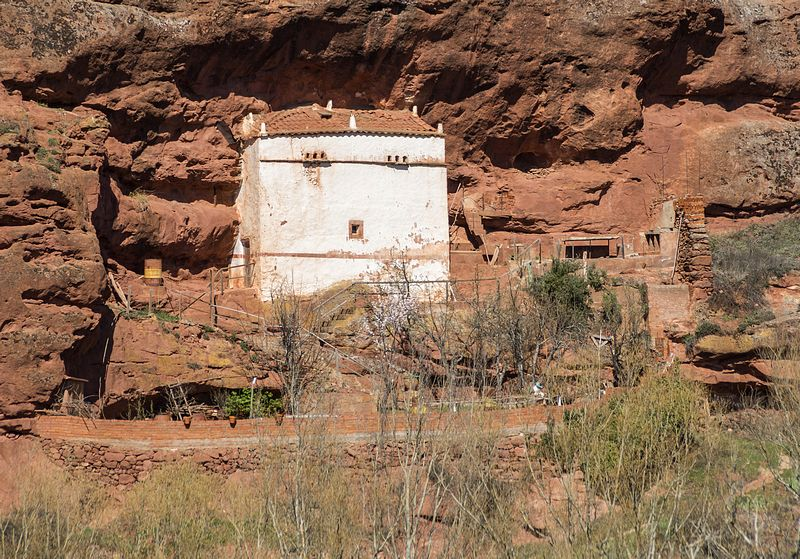
Palomar sobre la roca

El pueblo se halla a 7 km de Ayllón, al lado del río Pedro. Pertenece al partido judicial de El Burgo de Osma.
Su término linda: 
- al norte con Torremocha
- al este con Liceras y Noviales
- al sur con Santibáñez de Ayllón (Segovia)
- al oeste con Ligos

Perteneció históricamente a la Tierra de Ayllón, sexmo de Valdeliceras, hasta 1833 y a la diócesis de Sigüenza, hasta 1957. Actualmente forma parte de la diócesis de Osma la cual, a su vez, pertenece a la archidiócesis de Burgos.

## Historia
La primera noticia escrita que se tiene de Las Cuevas de Ayllón es de 1353 de nuestra era (en el documento original figura en 1391 porque es de la era Hispánica), en que aparece en la estadística de iglesias de la diócesis de Sigüenza ("Historia de la Diócesis de Sigüenza y de sus Obispos" del Obispo Toribio Minguella), como perteneciente al arciprestazgo de Ayllón "en las eglesias de las cuevas con soto carros con tres eneficios el uno es curado e rinde 60 mrs (maravedíes) e cada uno de los otros dos rinde 30 mrs (maravedies). 
Según el Censo de Pecheros de Carlos I de 1528 había 51 vecinos pecheros (o con obligación de pagar impuestos). Según el censo de la Corona de Castilla de 1591 (llamado de los Millones) había 31 vecinos, de los cuales 29 pecheros (o con obligación de pagar impuestos) y 2 clérigos. Según el Censo de la Sal de 1631 hay 90 vecinos obligados a pagar y 170 ganados, por 10,6 fanegas de sal, 630 reales (millones a maravedies 3.502)
En el Censo de 1789, ordenado por el conde de Floridablanca,  figuraba como lugar  del Partido de Ayllón en la Intendencia de Segovia,  conocido entonces como Cuevas, con jurisdicción de señorío y bajo la autoridad del alcalde pedáneo, nombrado por el marqués de Villena.  Contaba entonces con 274 habitantes.
Según Madoz tiene 64 casas, la de ayuntamiento, escuela de instrucción primaria, común a ambos sexos, bajo la dirección de un maestro y la vez organista, dotado con 40 fanegas de trigo y un molino harinero A la caída del Antiguo Régimen la localidad se constituyó en municipio constitucional en la región de Castilla la Vieja, partido de El Burgo de Osma, que en el censo de 1842 contaba con 39 hogares y 156 vecinos. A mediados del siglo XIX crece el municipio porque incorpora a Ligos.
El municipio de Cuevas de Ayllón desapareció en 1967, al fusionarse con los de Montejo de Tiermes, Noviales, Valderromán, Hoz de Arriba, Hoz de Abajo y Carrascosa de Arriba.

## Demografía
| Gráfica de evolución demográfica de Cuevas de Ayllón entre 1842 y 1960 |
| |
| Población de derecho según los censos de población del INE Población de hecho según los censos de población del INEEntre el censo de 1857 y el anterior, crece el término del municipio porque incorpora a 425053 (Ligos) Entre el censo de 1970 y el anterior, este municipio desaparece porque se integra en el municipio 42120 (Montejo de Tiermes) |

En el año 1981 contaba con 60 habitantes, concentrados en el núcleo principal, pasando a 18 en 2010, 10 varones y 8 mujeres.
| Gráfica de evolución demográfica de Cuevas de Ayllón entre 2000 y 2010                           |
|                                                                                                  |
| Población de derecho (2000-2010) según los censos de población del INE a 1 de enero de cada año. |

## Patrimonio
Iglesia parroquial católica dedicada a San Juan Bautista y a la Virgen del Olmo, situada fuera del casco urbano. 

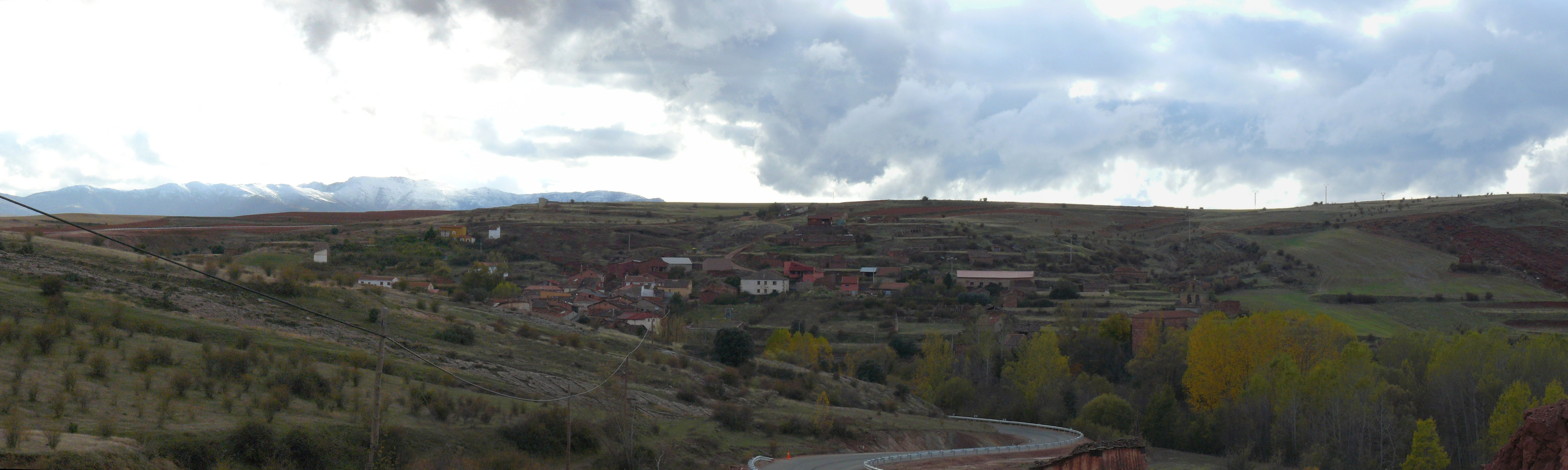
Vista panorámica de Cuevas desde el este, con la sierra de Ayllón al fondo